# Поріччя Задвірне
Порі́ччя Задвірне — село в Україні, у Львівському районі Львівської області. Населення становить 632 особи. Орган місцевого самоврядування — Великолюбінська селищна рада.
На 1.03.1943 село належало до волості Любінь Великий, у селі проживало 685 осіб..